# 2593 Buryatia
2593 Buryatia eller 1976 GB8 är en asteroid i huvudbältet som upptäcktes den 2 april 1976 av den rysk-sovjetiske astronomen Nikolaj Tjernych vid Krims astrofysiska observatorium på Krim. Den har fått sitt namn efter den ryska delrepubliken Burjatien.
Asteroiden har en diameter på ungefär 3 kilometer.